# Karlsruher FV
Pour les articles homonymes, voir KFV.
Maillots
Le Karlsruher Fußball-Verein e. V., en abrégé Karlsruher FV ou simplement KFV, est un club allemand de football de la ville de Karlsruhe dans le Bade-Wurtemberg. Fondé le 17 novembre 1891, il est le plus ancien club de football encore existant dans le sud de l'Allemagne  et compte parmi les 86 clubs ayant participé à l'assemblée constitutive de la Fédération allemande de football. Parmi les nombreux anciens départements, on compte surtout l'athlétisme, le handball et le tennis.  
Le KFV s'est fait connaître par ses succès avant la Première Guerre mondiale, lorsqu'il comptait parmi les meilleures équipes du football allemand. Il a été huit fois champion d'Allemagne du Sud, deux fois vice-champion d'Allemagne (1905 et 1912) et une fois champion d'Allemagne (1910). Certains joueurs ont été sélectionnés dans l'équipe nationale allemande de football. Les athlètes ont également fêté plusieurs titres de champions nationaux. Après une histoire très mouvementée, les matchs ont dû être temporairement suspendus en 2004 pour des raisons financières et le stade existant depuis 1905 a été abandonné. En 2007, un nouveau départ a pu être pris dans la catégorie de jeu la plus basse de l'association de football de Bade.  

## Histoire
C’est le plus ancien club d’Allemagne du Sud. En 1900, le club est l'un des fondateurs de la Fédération allemande de football (DFB). Après l’arrivée au pouvoir des Nazis, ceux-ci reforment les compétitions et créent les Gauligen. Le KFV évolue alors au sein de la Gauliga Baden.
À l’issue de la Seconde Guerre mondiale, tous les clubs et associations sont dissous par les Alliés. Rapidement reconstitué, le Karlsruher FV joue dans la Oberliga Sud.

## Palmarès
- Championnat d'Allemagne
  - Champion : 1910
  - Deuxième en 1905 et 1912
- Championnat d’Allemagne du Sud
  - Champion : 1901, 1902, 1903, 1904, 1905, 1910, 1911, 1912
  - Deuxième en 1900

## Entraîneurs
- 1909-1911 :  William Townley

## Anciens joueurs notables
- Gottfried Fuchs
- Julius Hirsch
- Walther Bensemann
- Fritz Keller
- Ernest Wilimowski
- Max Breunig
- Bekir Refet

## Sources et liens externes
Page en allemand
- Website officiel du Karlsruher FV